# Liste der Baudenkmale in Großthiemig
In der Liste der Baudenkmale in Großthiemig sind alle Baudenkmale der brandenburgischen Gemeinde Großthiemig und ihrer Ortsteile aufgelistet. Grundlage ist die Veröffentlichung der Landesdenkmalliste mit dem Stand vom 31. Dezember 2023. Die Bodendenkmale sind in der Liste der Bodendenkmale in Großthiemig aufgeführt.

## Legende
In den Spalten befinden sich folgende Informationen:
- ID-Nr.: Die Nummer wird vom Brandenburgischen Landesamt für Denkmalpflege vergeben. Ein Link hinter der Nummer führt zum Eintrag über das Denkmal in der Denkmaldatenbank. In dieser Spalte kann sich zusätzlich das Wort Wikidata befinden, der entsprechende Link führt zu Angaben zu diesem Denkmal bei Wikidata.
- Lage: die Adresse des Denkmales und die geographischen Koordinaten. Link zu einem Kartenansichtstool, um Koordinaten zu setzen. In der Kartenansicht sind Denkmale ohne Koordinaten mit einem roten beziehungsweise orangen Marker dargestellt und können in der Karte gesetzt werden. Denkmale ohne Bild sind mit einem blauen bzw. roten Marker gekennzeichnet, Denkmale mit Bild mit einem grünen beziehungsweise orangen Marker.
- Bezeichnung: Bezeichnung in den offiziellen Listen des Brandenburgischen Landesamtes für Denkmalpflege. Ein Link hinter der Bezeichnung führt zum Wikipedia-Artikel über das Denkmal.
- Beschreibung: die Beschreibung des Denkmales
- Bild: ein Bild des Denkmales und gegebenenfalls einen Link zu weiteren Fotos des Baudenkmals im Medienarchiv Wikimedia Commons

## Über die Gemeindegrenzen hinaus
| ID-Nr.                           | Lage | Bezeichnung | Beschreibung | Bild               |
| -------------------------------- | ---- | --- | --- | ------------------ |
| 09135503                         | ()   | Grenzsteine 161, 167 und 176 der preußisch-sächsischen Grenze an der Landesgrenze zu Sachsen, Nr. 161: Gemarkung Großthiemig, Flur 14, Flurstück 249 Nr. 167: Gemarkung Gröden, Flur 14, Flurstück 188 Nr. 176: Gemarkung Wainsdorf, Flur 3, Flurstück 546 | Die Grenzsteine befinden sich an der Kreisgrenze Riesa und Großenhain.                                                      | ein Bild hochladen |
| 09136463 Teilobjekt zu: 09135503 | ()   | | Der Grenzstein befindet sich südlich der Ortslage von Gröden, an der Landesgrenze zu Sachsen. Es ist der GrenzsteinNr. 161. | ein Bild hochladen |

## Baudenkmale in Großthiemig
| ID-Nr.   | Lage                      | Bezeichnung                                           | Beschreibung | Bild                                                  |
| -------- | ------------------------- | ----------------------------------------------------- | --- | ----------------------------------------------------- |
| 09135322 | Denkmalplatz (Lage)       | Dorfkirche                                            | Die evangelische Kirche wurde wahrscheinlich Ende des 14. Jahrhunderts oder Anfang des 15. Jahrhunderts erbaut. Die Ausstattung im Inneren stammt geschlossen aus dem 17. Jahrhundert. | weitere Bilder                                        |
| 09135839 | Denkmalplatz (Lage)       | Steinbrücke über den Hopfgartenbach                   | Die kleine Steinbrücke über den Hopfgartenbach besteht aus Grauwacke. Die Entstehung wird auf das 18. oder 19. Jahrhundert datiert. | Steinbrücke über den Hopfgartenbach                   |
| 09136151 | Denkmalplatz (Lage)       | Kriegerdenkmal, auf dem Kirchhof                      | Auf dem aus Granitsteinen errichteten Denkmal, das sich hier mit seitlich angebrachten Namenstafeln auf einem dreistufigen Sockel befindet, ist eine Skulptur zu sehen, das eine trauernde Frau mit einem in ihre Arme gefallenen Soldaten darstellt. Die Entstehung wird auf das Jahr 1922 datiert. | weitere Bilder                                        |
| 09135740 | Denkmalplatz 5 (Lage)     | Gasthof „Wilder Mann“ mit Fleischerei                 | Es handelt sich hier um einen zweigeschossigen Ziegelbau mit Satteldach. Die Entstehung wird auf das Jahr 1903 datiert. | weitere Bilder                                        |
| 09135681 | Denkmalplatz 6 (Lage)     | Diakonat                                              | Das zweigeschossige und mit einem Walmdachversehene Gebäude befindet sich unmittelbar neben der Kirche. Die Entstehung wird auf das ausgehende 17. Jahrhundert datiert. | weitere Bilder                                        |
| 09135298 | Mühlenweg 2 (Lage)        | Wohnstallhaus mit Einfassungsmauer und Hofpflasterung | Bei dem zweigeschossigen Wohnstallhaus handelt es sich um einen Fachwerkbau mit Lehmstakenausfachung. Die Entstehung wird auf das Jahr 1834 datiert. | Wohnstallhaus mit Einfassungsmauer und Hofpflasterung |
| 09135404 | Ortrander Straße 2 (Lage) | Wasserhaus                                            | Das kleine Gebäude besitzt einen achteckigen Grundriss und ist mit einem Zeltdach versehen. Entstanden ist es im Jahre 1929. | weitere Bilder                                        |

## Ehemalige Baudenkmale
| ID-Nr. | Lage               | Bezeichnung         | Beschreibung | Bild                |
| ------ | ------------------ | ------------------- | ------------ | ------------------- |
|        | Hauptstraße (Lage) | Kommunales Backhaus |              | Kommunales Backhaus |